# Fabian Ducournau
Pour les articles homonymes, voir Ducournau.
Fabian Ducournau, né le 6 mars 1760 à Mont-de-Marsan (Landes) et mort le 5 novembre 1835 à Canenx-et-Réaut (Landes), est un homme politique français.

## Présentation
Lieutenant de cavalerie, puis officier à la sénéchaussée de Mont-de-Marsan, il est administrateur du département, puis accusateur public sous la Révolution française. Il est président du conseil général des Landes en 1813-1814 puis député des Landes en 1815, pendant les Cent-Jours.

### Sources
- « Fabian Ducournau », dans Adolphe Robert et Gaston Cougny, Dictionnaire des parlementaires français, Edgar Bourloton, 1889-1891 [détail de l’édition]